# James D'Arcy
James D'Arcy (Amersham, Engeland, 24 augustus 1975) is een Engelse acteur.

## Vroege jaren
James D'Arcy werd geboren in Amersham en groeide op in Fulham. Zijn echte naam was Simon Richard D'Arcy. Zijn vader stierf toen hij jong was. D'Arcy en zijn jongere zus Charlotte werden grootgebracht door hun moeder Caroline, een verpleegster. D'Arcy raakte min of meer per ongeluk betrokken bij het vak van acteur. Hij studeerde aan Christ's Hospital (1984-1991), waarna hij een jaar naar Australië vertrok. Hier werkte hij op de toneelafdeling van een school in Perth. Dit wekte zijn interesse voor acteren. Toen hij terugkeerde naar Londen ging hij naar de toneelschool. Hij volgde een drie jaar durende cursus aan LAMDA, de London Academy of Music and Dramatic Art.

## Carrière
Hij begon zijn carrière met kleine rollen in de televisieseries Silent Witness (1996) en Dalziel and Pascoe (1996), gevolgd door rollen in televisiefilms zoals Nicholas Hawthorne in Ruth Rendells Bribery and Corruption (1997), Lord Cheshire in The Canterville Ghost (1997) en Jonathan Maybury in The Ice House (1997). In 1997 speelde hij tevens Blifil in de miniserie The History of Tom Jones, a Foundling. In 1999 speelde hij samen met Daniel Craig in The Trench.
Vanaf 2001 kreeg D'Arcy grotere rollen aangeboden, zoals een hoofdrol in de miniseries Rebel Heart (2001, Ernie Coyne), The Life and Adventures of Nicholas Nickleby (2001, Nicholas Nickleby), en films als Revelation (2001, Jake Martel). In 2002 speelde hij een jonge Sherlock Holmes in de televisiefilm Case of Evil. In 2003 speelde hij de rol van Barnaby Caspian in de film Dot the I samen met Gael García Bernal en Natalia Verbeke. Hij is het bekendst door zijn rol als 1st Lt. Tom Pullings in de succesvolle film Master and Commander: The Far Side of the World samen met Russell Crowe en Paul Bettany.
D'Arcy speelde tevens in een aantal horrorfilms zoals Exorcist: The Beginning (2004, Father Francis), An American Haunting (2005, Richard Powell) en Rise: Blood Hunter (2007, Bishop). In 2012 speelde hij de rol van Anthony Perkins/Norman Bates in de film Hitchcock.
Behalve in films en televisieseries heeft D'Arcy ook gewerkt voor de radio. Zo werkte hij mee aan Thomas Hardy's Tess of the d’Urbervilles, Bram Stokers Dracula en Winifred Holtby's The Crowded Street.

## Filmografie
- 2024 What If...? (TV) ... Edwin Jarvis (stem)
- 2023 Oppenheimer ... Patrick Blackett
- 2019 Avengers: Endgame ... Edwin Jarvis
- 2018 Das Boot (TV) ... Sinclair
- 2017 The Snowman ...Filip Becker
- 2015 Survivor ... Paul Anderson
- 2015-2016 Agent Carter (TV) ... Edwin Jarvis
- 2015 Broadchurch (TV) ... Lee Ashworth
- 2015 Jupiter Ascending ... Maximilian Jones
- 2014 Let's be cops! ... Mossi Kasic
- 2013 The Philosophers (of After the Dark) ... Mr Zimit
- 2012 Hitchcock ... Anthony Perkins/Norman Bates
- 2012 Cloud Atlas ... Young Rufus Sixsmith / Old Rufus Sitxsmith / Nurse James / Archivist
- 2012 In Their Skin ... Bobby
- 2009 Natural Selection... John Henry Wilson
- 2009 The flight of The Swan ...Alexis
- 2009 Overnight ... Tom
- 2009 The Eastmans ... Dr. Peter Eastman
- 2009 Into the Storm (TV) ... Jock Colville
- 2009 Virtuality (TV) ... Dr. Roger Fallon
- 2008 Flashbacks of a Fool ... Jack Adams
- 2007 "The Inspector Lynley Mysteries" Know Thine Enemy ... Guy
- 2007 Rise: Blood Hunter ... Bishop
- 2007 Mansfield Park (TV) ... Tom Bertram
- 2007 Fallen Angel (TV) ... Toby Clifford
- 2007 Green (TV) ... Sy
- 2007 Them (TV) ... Cain Johnson
- 2006 The Battle for Rome (TV mini-serie) ... Tiberius Gracchus
- 2006 Marple: The Moving Finger (TV) ... Jerry Burton
- 2005 An American Haunting ... Richard Powell
- 2004 Exorcist: The Beginning ... Father Francis
- 2003 Master and Commander: The Far Side of the World ... 1st Lt. Tom Pullings
- 2003 Dot the I ... Barnaby F. Caspian
- 2003 P.O.W. ... Jim Caddon
- 2002 Sherlock: Case of Evil (TV) ... Sherlock Holmes
- 2002 Come Together (TV) ... Jack
- 2001 Revelation ... Jake Martel
- 2001 The Life and Adventures of Nicholas Nickleby (TV) ... Nicholas Nickleby
- 1999 Guest House Paradiso ... Young groom
- 1999 The Trench ... Pte. Colin Daventry
- 1997 Wilde ... Friend

Ook is James D'arcy is ook de verteller van de informatieve kinderserie; Tractor Ted.